# Jo Tong-sop
Jo Tong-sop (조동섭?, 趙東燮?; Pyongyang, 1º maggio 1959) è un allenatore di calcio nordcoreano, ex CT della Nazionale nordcoreana.

## Carriera
Ha guidato la Nazionale nordcoreana nelle qualificazioni per la Coppa d'Asia 2011 e le successive qualificazioni per i Mondiali, oltre che alla Coppa d'Asia 2015.